# Bryonectria racomitrii
Bryonectria racomitrii är en svampart som först beskrevs av Döbbeler & Hertel, och fick sitt nu gällande namn av Döbbeler 1998. Bryonectria racomitrii ingår i släktet Bryonectria och familjen Bionectriaceae.   Inga underarter finns listade i Catalogue of Life.